# Neuvy (Allier)
Pour les articles homonymes, voir Neuvy.
Neuvy (parfois appelé Neuvy-lès-Moulins) est une commune française située dans le département de l'Allier en région Auvergne-Rhône-Alpes. Neuvy comporte 1 903 hectares.
Ses habitants sont appelés les Neuvyssois et les Neuvyssoises.

## Géographie
Le village de Neuvy est séparé de la préfecture de l'Allier Moulins (faubourg de La Madeleine) par un petit cours d'eau, le Chinard, qui se jette dans la rivière Allier quelques centaines de mètres plus loin. Le bourg du village se trouve en haut de la colline de Neuvy, avec l'église et la mairie.
Six communes sont limitrophes :
| Montilly  |            | Avermes |
| Marigny   | Neuvy      | Moulins |
| Coulandon | Bressolles |         |

La commune est traversée par les routes départementales 13 (Montilly – Moulins), 101 (Montilly – Coulandon, à l'ouest de la commune), 137 (vers Bressolles), 401, 408 (desserte du lycée agricole), 945 (Souvigny – Moulins) et 953 (Saint-Menoux – Moulins).

### Climat
Pour des articles plus généraux, voir Climat d'Auvergne-Rhône-Alpes et Climat de l'Allier.
En 2010, le climat de la commune est de type climat océanique dégradé des plaines du Centre et du Nord, selon une étude du CNRS s'appuyant sur une série de données couvrant la période 1971-2000. En 2020, Météo-France publie une typologie des climats de la France métropolitaine dans laquelle la commune est exposée à un climat océanique altéré et est dans la région climatique Centre et contreforts nord du Massif Central, caractérisée par un air sec en été et un bon ensoleillement.
Pour la période 1971-2000, la température annuelle moyenne est de 11,1 °C, avec une amplitude thermique annuelle de 15,6 °C. Le cumul annuel moyen de précipitations est de 786 mm, avec 11,4 jours de précipitations en janvier et 7,2 jours en juillet. Pour la période 1991-2020, la température moyenne annuelle observée sur la station météorologique de Météo-France la plus proche, sur la commune d'Yzeure à 5 km à vol d'oiseau, est de 11,9 °C et le cumul annuel moyen de précipitations est de 795,7 mm,. Pour l'avenir, les paramètres climatiques de la commune estimés pour 2050 selon différents scénarios d'émission de gaz à effet de serre sont consultables sur un site dédié publié par Météo-France en novembre 2022.

## Urbanisme

### Typologie
Au 1er janvier 2024, Neuvy est catégorisée bourg rural, selon la nouvelle grille communale de densité à 7 niveaux définie par l'Insee en 2022.
Elle appartient à l'unité urbaine de Moulins, une agglomération intra-départementale dont elle est une commune de la banlieue,. Par ailleurs la commune fait partie de l'aire d'attraction de Moulins, dont elle est une commune de la couronne,. Cette aire, qui regroupe 64 communes, est catégorisée dans les aires de 50 000 à moins de 200 000 habitants,.

### Occupation des sols

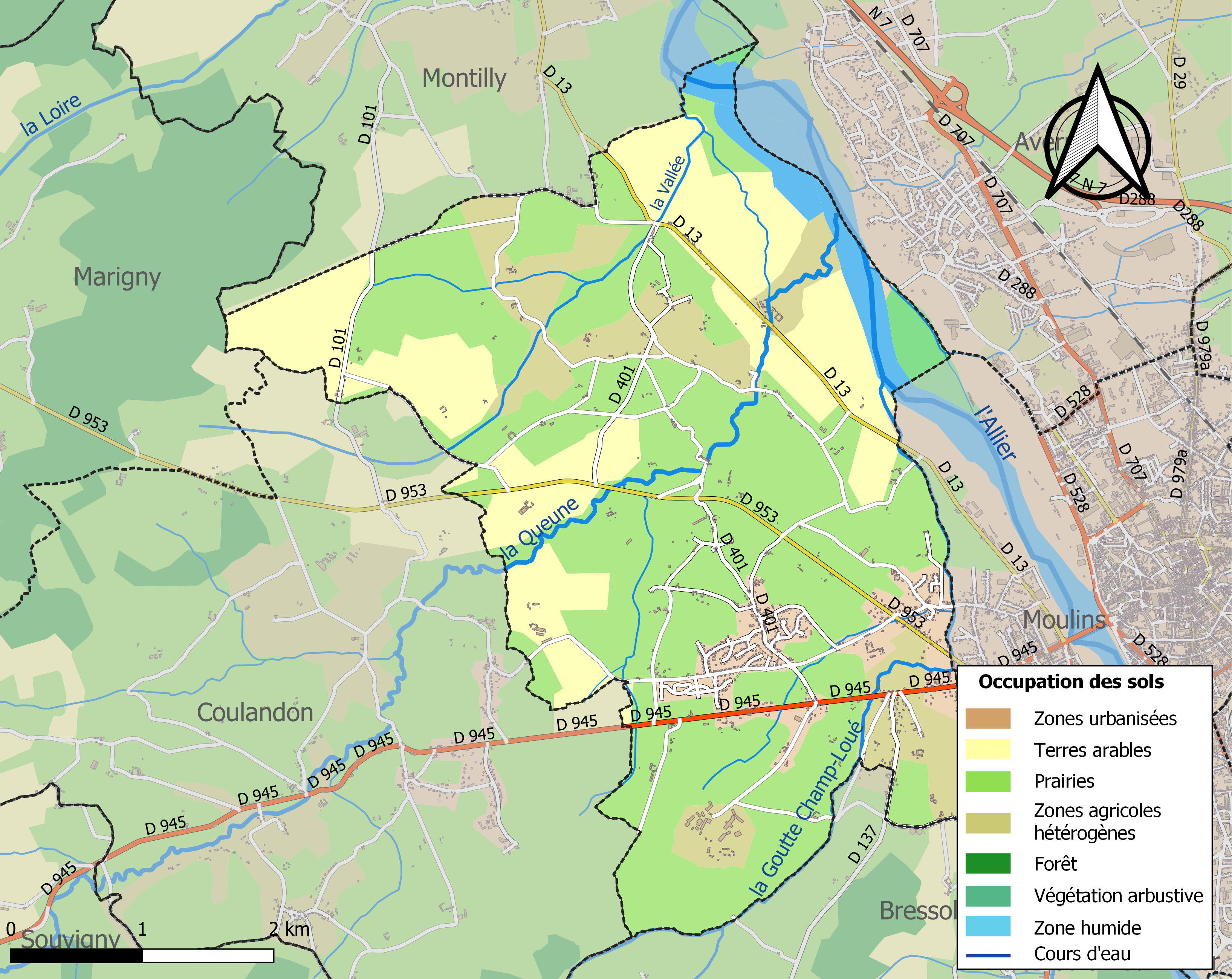
Carte des infrastructures et de l'occupation des sols de la commune en 2018 (CLC).

L'occupation des sols de la commune, telle qu'elle ressort de la base de données européenne d’occupation biophysique des sols Corine Land Cover (CLC), est marquée par l'importance des territoires agricoles (89,8 % en 2018), en diminution par rapport à 1990 (93,3 %). La répartition détaillée en 2018 est la suivante : prairies (52,8 %), terres arables (23,3 %), zones agricoles hétérogènes (13,8 %), zones urbanisées (6,2 %), eaux continentales (2,8 %), milieux à végétation arbustive et/ou herbacée (1 %), espaces verts artificialisés, non agricoles (0,1 %).
L'IGN met par ailleurs à disposition un outil en ligne permettant de comparer l'évolution dans le temps de l'occupation des sols de la commune (ou de territoires à des échelles différentes). Plusieurs époques sont accessibles sous forme de cartes ou photos aériennes : la carte de Cassini (XVIIIe siècle), la carte d'état-major (1820-1866) et la période actuelle (1950 à aujourd'hui).

## Histoire
Une légende locale prétend que Jeanne d'Arc aurait fait une halte à Neuvy avant de franchir le pont sur le Chinard et d'entrer dans Moulins pour y passer la nuit. L'auberge existe encore et abrite une maison privée.
Pendant la Seconde Guerre mondiale, Neuvy se trouve en zone libre, puisque l'Allier représente la ligne de démarcation et que la rive gauche de la rivière est libre. Après 1942, la zone sud est tout de même occupée. Neuvy est libérée le 6 septembre, en même temps que Moulins.

## Politique et administration
| Période                                  | Période                         | Identité                   | Étiquette           | Qualité                                                          |
| ---------------------------------------- | ------------------------------- | -------------------------- | ------------------- | ---------------------------------------------------------------- |
| Les données manquantes sont à compléter. |                                 |                            |                     |                                                                  |
| 1891                                     | 1908                            | François Legros            |                     |                                                                  |
|                                          |                                 |                            |                     |                                                                  |
| ?                                        | ?                               | Bernard Greslier           |                     |                                                                  |
| 1955                                     | 1999                            | François Pontet            |                     |                                                                  |
| 1999                                     | mars 2017                       | Gilles Bay                 | DVD                 | Retraité de la fonction publique                                 |
| mars 2017                                | 2021                            | Martine Aurambout-Soulier, |                     | Retraitée, suppléante du sénateur Claude Malhuret Réélue en 2020 |
| 2021                                     | En cours (au 22 septembre 2021) | Alain Deguelle             | SE (sans étiquette) | Retraité cadre administratif secteur privé                       |

## Population et société

### Démographie
L'évolution du nombre d'habitants est connue à travers les recensements de la population effectués dans la commune depuis 1793. Pour les communes de moins de 10 000 habitants, une enquête de recensement portant sur toute la population est réalisée tous les cinq ans, les populations de référence des années intermédiaires étant quant à elles estimées par interpolation ou extrapolation. Pour la commune, le premier recensement exhaustif entrant dans le cadre du nouveau dispositif a été réalisé en 2005.

En 2022, la commune comptait 1 487 habitants, en évolution de −6,65 % par rapport à 2016 (Allier : −1,38 %, France hors Mayotte : +2,11 %).
| 1793 | 1800 | 1806 | 1821 | 1831 | 1836 | 1841 | 1846 | 1851 |
| ---- | ---- | ---- | ---- | ---- | ---- | ---- | ---- | ---- |
| 673  | 617  | 621  | 602  | 725  | 785  | 813  | 866  | 865  |

| 1856 | 1861 | 1866 | 1872 | 1876 | 1881 | 1886 | 1891 | 1896 |
| ---- | ---- | ---- | ---- | ---- | ---- | ---- | ---- | ---- |
| 795  | 817  | 884  | 851  | 858  | 917  | 881  | 879  | 865  |

| 1901 | 1906 | 1911 | 1921 | 1926 | 1931 | 1936 | 1946 | 1954 |
| ---- | ---- | ---- | ---- | ---- | ---- | ---- | ---- | ---- |
| 879  | 810  | 770  | 726  | 702  | 754  | 840  | 867  | 852  |

| 1962 | 1968 | 1975  | 1982  | 1990  | 1999  | 2005  | 2006  | 2010  |
| ---- | ---- | ----- | ----- | ----- | ----- | ----- | ----- | ----- |
| 831  | 882  | 1 026 | 1 440 | 1 563 | 1 496 | 1 617 | 1 640 | 1 510 |

| 2015  | 2020  | 2022  | - | - | - | - | - | - |
| ----- | ----- | ----- | - | - | - | - | - | - |
| 1 596 | 1 493 | 1 487 | - | - | - | - | - | - |

### Enseignement
Neuvy dépend de l'académie de Clermont-Ferrand. Elle gère une école maternelle et une école élémentaire publiques.
Les élèves poursuivent leur scolarité au collège Anne-de-Beaujeu de Moulins puis dans les lycées de Moulins et Yzeure.

### Sports
La commune possède une école de tennis et une école de football.

## Économie

### Commerces
La base permanente des équipements de 2014 recensait une boulangerie. Un coiffeur est installé sur la commune.

## Culture locale et patrimoine

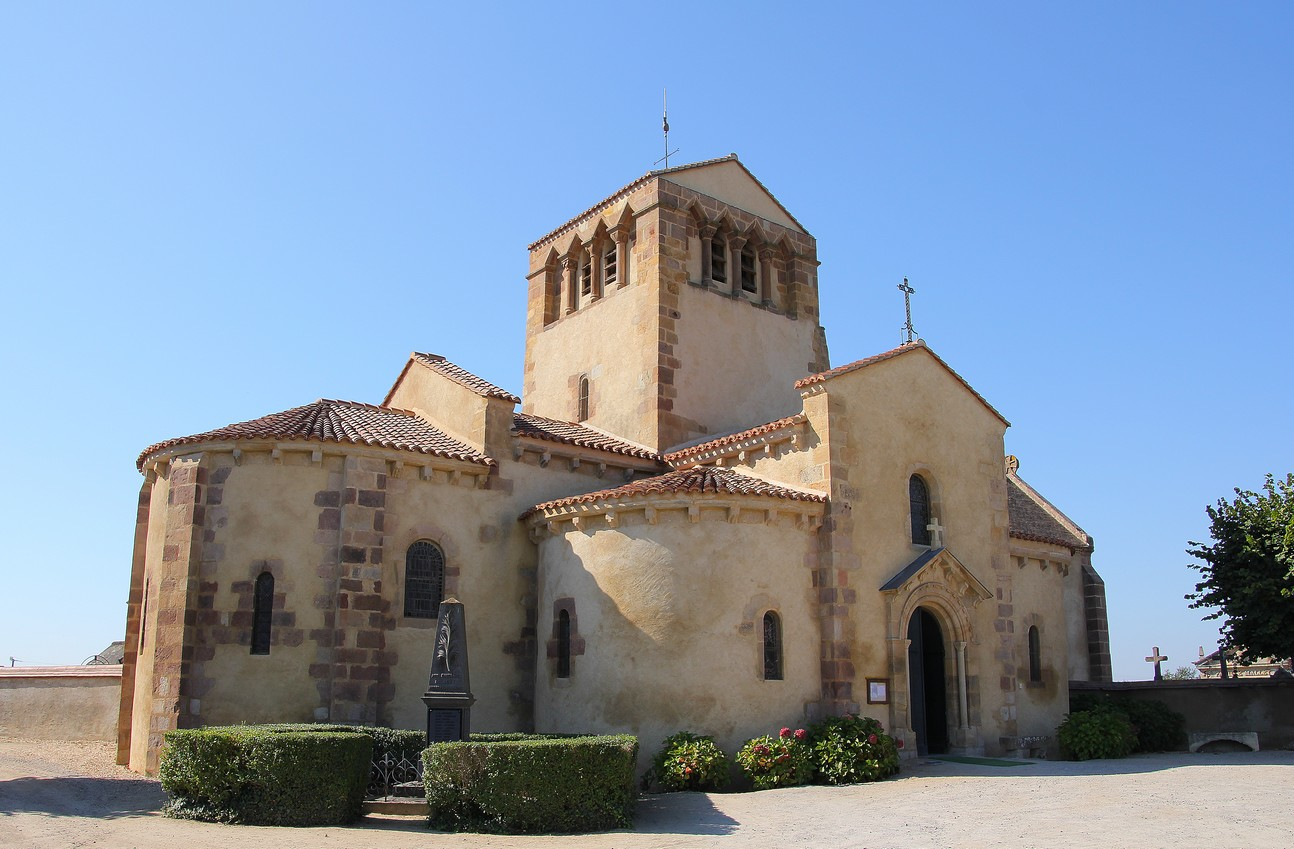
Église Saint-Hilaire de Neuvy.

### Lieux et monuments
- Église Saint-Hilaire, la partie la plus ancienne de l'église remonte au début du XIIe siècle.
- Chapelle de la Madeleine de Moulins.
- Plan d'eau.
- Château des Melays
- Château du Vieux-Melay, inscrit au titre des monuments historiques.
- Château de Montgarnaud, une gentilhommière du début du XVIIIe siècle avec deux tours rondes aux angles.
- Château de Neuville
- Château d'Origny (route de Saint-Menoux)
- Château de Vallières
- Château de Toury situé à 4 km au nord-nord-ouest du bourg, sur une hauteur dominant l'Allier. Le fief de T(h)oury constituait une des quatre principales baronnies du Bourbonnais quand, en 1269, Guy de Thoriaco en fit l'hommage à Guy de Dampierre-Saint-Just. En 1506, la terre de Toury est vendue à Anne de France, fille de Louis XI, mariée au sire de Beaujeu, puis cédée en 1518 à leur gendre Charles de Bourbon, connétable de France. Après la confiscation des biens et la mort de ce dernier en 1527, elle est donnée au Chancelier Duprat par François Ier ; depuis, jusqu’à la Révolution, ce bien changea souvent de mains ; ne pas confondre avec le château de Thoury à Saint-Pourçain-sur-Besbre[28]). La demeure, construite par Anne de Beaujeu à la fin du XVe siècle, se présente sous la forme d'un vaste logis flanqué de deux tours rondes et d'un donjon carré. Il a été remanié et très restauré au XXe siècle[29].

### Équipements culturels
La commune possède une bibliothèque.

### Personnalités liées à la commune
- Goussaut de Thoury.

### Héraldique
| Blason de Neuvy | Blason  | Écartelé : au 1er d'azur au lion d'or, au 2e d'argent à la croix ancrée de sable, au 3e d'argent à la rose de gueules pointée de sinople, au 4e d'azur au croissant d'or ; à la grappe de raisin de gueules feuillée de sinople brochant en cœur sur la partition. |
| Blason de Neuvy | Détails | Adopté par la municipalité. |